# Мёрдок, Айрис
Дама Джин Айрис Мёрдок (англ. Jean Iris Murdoch; 15 июля 1919, Дублин — 8 февраля 1999, Оксфорд) — английская писательница и мыслительница ирландского происхождения, одна из крупнейших фигур послевоенной английской литературы. Дама-командор ордена Британской империи (1987), лауреат Букеровской премии (1978).

## Биография
Родилась в ирландской семье, которая переехала в Англию, когда Айрис не было и года. Выросла в Чизике. Изучала классическую филологию в Оксфордском университете (Сомервиль-колледж; 1938—1942) и философию — в аспирантуре Кембриджа (1947—1948). В 1938—1942 гг. член Коммунистической партии. C 1944 по 1946 гг. работала под эгидой ЮНРРА с беженцами в Австрии и Бельгии. Затем до 1967 года преподавала философию (до 1963 — в Оксфорде).
Наибольшее влияние на становление её мысли оказали диалоги Платона. В 1940-е годы испытала сильное влияние французского экзистенциализма в целом и Сартра в частности. Затем её увлекали теории Людвига Витгенштейна и Симоны Вейль, в поздний период — идеи дзен-буддизма и индуизма.
Со студенческих лет и до середины 1970-х годов Мёрдок имела множество (как правило, одновременных) романов с мужчинами и женщинами. Одним из её возлюбленных был нобелевский лауреат Элиас Канетти. Она говорила, что ощущает себя гомосексуальным мужчиной, запертым в женском теле.
В 1956 году вышла замуж за профессора литературы Джона Бейли (1925—2015), однако их отношения оставались во многом платоническими. Детей у них не было.
Мердок принадлежит первая на английском языке книга о Сартре (1953). Несколько своих ранних романов она посчитала недостойными публикации и уничтожила. Дебютировала в литературе довольно поздно (в 35 лет) — романом «Под сетью», получившим восторженные отзывы критики. В 1960-е годы создала трилогию готических романов: «Отрубленная голова», «Единорог», «Итальянка».
Помимо романов, Мердок публиковала философские и драматические произведения. Она не стеснялась изображать в положительном свете открыто гомосексуальных персонажей в эпоху, когда однополые связи в Британии были уголовно наказуемы. Огромно по объёму эпистолярное наследие Мёрдок: каждый день она тратила четыре часа на то, чтобы ответить на все поступившие за сутки письма.
Последний роман «Дилемма Джексона» (1995) оказался в несколько раз короче предыдущих и был принят критиками довольно холодно; недостатки его построения свидетельствовали о наступлении деменции. В последние годы жизни писательница боролась с болезнью Альцгеймера. Айрис Мёрдок умерла 8 февраля 1999 года в доме престарелых . Её архивом владеет библиотека Университета штата Айова.

## Признание
В англоязычной среде Айрис Мёрдок причисляется к лучшим романистам XX века. Особенно высоко ценится первый роман «Под сетью», который в 1998 году был признан редакционной коллегией издательства Modern Library одним из 100 лучших англоязычных романов XX столетия. В 2008 году The Times поставила Мёрдок на 12-е место в списке 50 важнейших британских писателей послевоенного времени.
В 1987 году Айрис Мёрдок была удостоена титула дамы-командора ордена Британской империи. Лауреат Букеровской премии (за роман 1978 года «Море, море»), лидер по числу попаданий в шорт-лист этой премии (шесть раз).

## В кино
На основе книги воспоминаний Джона Бейли о жене в 2001 году был снят фильм «Айрис», где главную роль исполнили Кейт Уинслет и Джуди Денч. Обе актрисы за этот фильм были номинированы на премию «Оскар».
Экранизации произведений Мёрдок:
- 1970 — Отсечённая голова (фильм) (снят по одноимённому роману; Великобритания, режиссёр Дик Клемент)
- 1974 — Дикая роза (телесериал) (снят по одноимённому роману; Великобритания, режиссёр Бэзил Коулман)
- 1982 — Колокол (телесериал) (снят по одноимённому роману; Великобритания, режиссёр Барри Дэвис)
- 1988 — Чёрный принц (телефильм) (снят по одноимённому роману; Румыния, режиссёры Дойна Теодору, Корнел Тодеа)